# 松本典子
松本 典子 (まつもと のりこ、1968年〈昭和43年〉1月30日 - ) は日本のタレント・歌手・女優・司会者。ノーリーズン所属。

## 概要
アイドル全盛期のさなかの1985年、17歳でアイドル歌手としてデビューした。当初は正統派アイドルであったが、19歳の頃からコント番組『志村けんのだいじょうぶだぁ』に番組開始当初からレギュラー出演し、主にコメディエンヌとして活動した。
1992年、24歳での結婚を機に休業状態であったが、2024年から芸能活動を再開した。

## 来歴

### 生い立ち
1968年1月30日、自動車関係の会社員であった父と福祉関係の公務員であった母の下、東京都武蔵野市の病院で生まれる。本名の「美和子」は「美しくいつまでも平和な子であるように」という意味を込めて名付けられた。3歳の時に三鷹市から調布市深大寺へ、5歳の時に昭島市へ移った。父の転勤により中学3年の時に群馬県伊勢崎市に転居。中学ではテニス部、転校先ではブラスバンド部に所属した。中学時代は高校野球が好きで野球部のマネージャーに憧れたが、結局は制服の可愛さが決め手となって女子高の共愛学園高等学校に入学した。両親からは大学進学を勧められていたが、本人は「早く結婚したかった」という理由で就職希望であった。

### オーディション
1984年7月28日に東京厚生年金会館にて開催された第5回「ミス・セブンティーンコンテスト」（応募総数18万325人）の決戦大会にて網浜直子とダブルでグランプリを獲得した。コンテストには姉の勧めで応募した。審査員面接では、不合格なら地方公務員か電話交換手を目指すと答えた。ミス・セブンティーン以前にも、石川秀美が優勝した「HIDEKIの弟・妹募集オーディション」や「ホリプロタレントスカウトキャラバン」、サンミュージックのオーディションを受けており、サンミュージックのレッスン生同期に桑田靖子がいた。親は厳格で、レッスン生を途中で辞めさせるなど芸能活動に理解を示さなかったが、千昌夫や小林幸子ら有名演歌歌手が所属する第一プロダクションに所属が決まったことから芸能界入りを認めた。

### アイドル時代
1985年3月21日、CBS・ソニーから『春色のエアメール』でアイドル歌手としてデビュー。同年公開のシブがき隊主演映画『バロー・ギャングBC』に出演した。ニックネームは「のりりん」、本名の佐藤美和子にちなんだ「サミー」。デビュー時のキャッチフレーズは「とどくかな、笑顔。」で、郵政省の「タイムカプセル2001」とタイアップした。松本のプロデュースを担当したのは松田聖子を発掘した若松宗雄で、松田に続く歌手が欲しいという若松の意向で、松田聖子の"松"と"子"、当時のソニー社長の大賀典雄の"典"を取って芸名が付けられた。南野陽子の担当ディレクターであった吉田格は、当時のCBS・ソニーで同時期に売り出したアイドルでは南野が三番手、網浜直子が二番手、松本が一番手であったと語っている。ウォークマンやラジカセなどのソニー製品のカタログキャラクターにも起用された。
同期デビューは浅香唯・斉藤由貴・中山美穂・本田美奈子・南野陽子らで、アイドルシーン第二次黄金期とも称されるハイレベルな顔ぶれであった。85年の新人賞レースでは中山美穂・本田美奈子・芳本美代子らと激戦を繰り広げ、数多くの新人賞を受賞した。甘いルックスの正統派アイドルであったが、歌声は意外と骨太で、1stアルバム『Straw Hat』のオープニング曲「いっぱいのかすみ草」は名曲との評価が高い。繊細な表現力を発揮し、数多の松田聖子フォロワーのアイドルとは一線を画した。その後バラエティ番組でも活躍したが、アイドル・シンガーとしても大きな足跡を残した。

### コント・バラエティでの活躍
アイドル活動の傍ら、1986年開始のラジオ番組『キラキラサンデー アイドルじゃじゃうまランド』では同期の浅香唯と漫才コンビをしのぐトークを披露し、正統派アイドルにとどまらない一面を見せた。その多面性を買われ、1987年開始のフジテレビ系のコント番組『志村けんのだいじょうぶだぁ』にレギュラー出演し、志村けんらと息のあったコントを披露。いしのようこと共に二枚看板となった。『ドリフ大爆笑』『加トちゃんケンちゃんごきげんテレビ』など他のコント番組でも本領を発揮した。

### 結婚・休業後の活動
1992年に当時ヤクルトスワローズの内野手だった笘篠賢治と結婚した。結婚後は主婦業と子育てに専念し休業したが、夫とトーク番組にゲスト出演することもあった。
結婚を機に休業状態であったが、2011年8月に『J-POP青春の'80』収録に出演し、NHK BSプレミアムにて9月8日に放送された。「儀式（セレモニー）」を歌い、19年ぶりに歌手として復帰した。2013年9月11日に日本テレビ『1番ソングSHOW』の「今いちばん見たい!幻のアイドル大捜索スペシャル!」にて10年ぶりに地上波テレビ番組に出演した。
2018年4月29日には週刊誌『FLASH』にて20年ぶりにグラビアに登場し「歌は好きなので、また聴かせられたらいいなと思っています」と述べた。2019年12月15日に文化放送『スポスタ☆MIX ZONE』にて26年ぶりにラジオ出演した。

### 芸能界復帰
2024年、芸能活動を再開した。普段は保育園で保育補助の仕事に従事している。
2025年10月9日、10月10日の2日間、デビュー40周年を記念してのライブ、40th Anniversary【ID85】を同期デビューの芳本美代子、網浜直子と東京:座・高円寺2にて開催予定。全公演完売となった。

## 人物

### 家族構成
- 3男の母。長男は高校・大学野球選手[37]を経て、現在放送局社員[38]。
- 義理の兄に東北楽天ゴールデンイーグルスコーチの笘篠誠治[39]、姪に元宝塚歌劇団花組娘役の笘篠ひとみ[39]、甥に元ジャニーズJr.の笘篠和馬[39]、従兄弟にinfixのギタリストの佐藤晃がいる。

### エピソード
事務所同期の森口博子は、自身の不遇を表すエピソードとして度々松本の名前を挙げている。
1989年4月からニッポン放送で『ラジオビバリー昼ズ』がスタートするのにあたり、メインパーソナリティの高田文夫は「優秀さを買って」アシスタントに松本典子をと伝えていたが、スタッフの聞き間違いもあって、本番直前のスタジオには松本明子が入っており、そのまま松本明子が正式にアシスタントとなった。1992年7月から日本テレビでスタートした『進め!電波少年』でも、総合演出の土屋敏男は上司から「（MCは）松本明子と松村邦洋で行け」と言われたが、元々MCのキャスティングとして松本典子が想定にあったと話している。

## 音楽

### シングル
| #            | 発売日          | A/B面       | タイトル                                | 作詞                | 作曲                         | 編曲        | オリコン 最高位 | 規格品番    |
| CBS・ソニー  | CBS・ソニー     | CBS・ソニー | CBS・ソニー                             | CBS・ソニー         | CBS・ソニー                  | CBS・ソニー | CBS・ソニー     | CBS・ソニー |
| ------------ | --------------- | ----------- | --------------------------------------- | ------------------- | ---------------------------- | ----------- | --------------- | ----------- |
| 1            | 1985年 3月21日  | A面         | 春色のエアメール                        | EPO                 | EPO                          | 大谷和夫    | 28位            | 07SH-1617   |
| 1            | 1985年 3月21日  | B面         | 秘密の17才                              | 小坂明子            | 小坂明子                     | 鷺巣詩郎    | 28位            | 07SH-1617   |
| 2            | 1985年 6月21日  | A面         | 青い風のビーチサイド                    | 麻生圭子            | 岸正之                       | 船山基紀    | 30位            | 07SH-1657   |
| 2            | 1985年 6月21日  | B面         | ジンジャー                              | 麻生圭子            | 矢野顕子                     | 武部聡志    | 30位            | 07SH-1657   |
| 3            | 1985年 9月21日  | A面         | さよならと言われて                      | 銀色夏生            | 呉田軽穂                     | 松任谷正隆  | 17位            | 07SH-1697   |
| 3            | 1985年 9月21日  | B面         | デ・リ・ケ・ー・ト                      | 麻生圭子            | 後藤次利                     | 後藤次利    | 17位            | 07SH-1697   |
| 4            | 1986年 2月26日  | A面         | 虹色スキャンダル                        | 湯川れい子          | 久保田利伸                   | 中村哲      | 28位            | 07SH-1738   |
| 4            | 1986年 2月26日  | B面         | 感性のままに                            | 千家和也            | 三木たかし                   | 瀬尾一三    | 28位            | 07SH-1738   |
| 5            | 1986年 5月21日  | A面         | NO WONDER                               | 沢ちひろ            | 芹沢廣明                     | 鷺巣詩郎    | 29位            | 07SH-1790   |
| 5            | 1986年 5月21日  | B面         | 三枚の写真                              | 松本隆              | 大野克夫                     | 大村雅朗    | 29位            | 07SH-1790   |
| 6            | 1986年 10月1日  | A面         | 儀式（セレモニー）                      | 中島みゆき          | 中島みゆき                   | 戸塚修      | 37位            | 07SH-1823   |
| 6            | 1986年 10月1日  | B面         | 秋桜化粧                                | 荒木とよひさ        | 三木たかし                   | 戸塚修      | 37位            | 07SH-1823   |
| 7            | 1987年 4月22日  | A面         | KEEP ME HANGIN' ON 〜誘惑を抱きしめて〜 | 森浩美              | E.Holland L.Dozier B.Holland | 加藤道明    | 56位            | 07SH-1912   |
| 7            | 1987年 4月22日  | B面         | パステル・ラブ                          | 尾崎亜美            | 尾崎亜美                     | 戸塚修      | 56位            | 07SH-1912   |
| 8            | 1988年 2月26日  | A面         | 今夜はパラダイス                        | 岩室先子            | 羽田一郎                     | 水谷公生    | 84位            | 07SH-3013   |
| 8            | 1988年 2月26日  | B面         | P・Rondo                                | 岩室先子            | 和泉一弥                     | 水谷公生    | 84位            | 07SH-3013   |
| 9            | 1988年 10月23日 | A面         | 雨と水曜日                              | 小林由美子 麻生圭子 | 羽田一郎                     | 水谷公生    | 46位            | 07SH-3130   |
| 9            | 1988年 10月23日 | B面         | 想いの破片                              | 来生えつこ          | 来生たかお                   | 星勝        | 46位            | 07SH-3130   |
| 10           | 1989年 6月21日  | 01          | 天使が棲む島                            | 麻生圭子            | 中崎英也                     | 中崎英也    | 84位            | 10EH-3293   |
| 10           | 1989年 6月21日  | 02          | 夜明けまでのマーメイド                  | 麻生圭子            | 中崎英也                     | 中崎英也    | 84位            | 10EH-3293   |
| 11           | 1989年 12月1日  | 01          | 初恋十二単                              | 麻生圭子            | 中崎英也                     | 戸塚修      | -               | CSDL-3038   |
| 11           | 1989年 12月1日  | 02          | 春から小町                              | 麻生圭子            | 中崎英也                     | 戸塚修      | -               | CSDL-3038   |
| 12           | 1990年 10月1日  | 01          | たったひとりの恋人                      | 麻生圭子            | 中崎英也                     | 中崎英也    | -               | CSDL-3166   |
| 12           | 1990年 10月1日  | 02          | 想い出にしたかった                      | 中崎英也            | 中崎英也                     | 中崎英也    | -               | CSDL-3166   |
| Sony Records |                 |             |                                         |                     |                              |             |                 |             |
| 13           | 1991年 9月1日   | 01          | Kissが届かない                          | 松本典子            | MAYUMI                       | 山川恵津子  | -               | SRDL-3346   |
| 13           | 1991年 9月1日   | 02          | 今夜も眠れない                          | 松本典子            | MAYUMI                       | 山川恵津子  | -               | SRDL-3346   |

### アルバム

#### ベスト・アルバム
| 枚                                             | 発売日        | タイトル                                                   | 規格品番     | オリコン最高位 |
| CBSソニー                                      | CBSソニー     | CBSソニー                                                  | CBSソニー    | CBSソニー      |
| ---------------------------------------------- | ------------- | ---------------------------------------------------------- | ------------ | -------------- |
| 1st                                            | 1988年7月21日 | My flavor                                                  | 15EH-8036    | 圏外           |
| Sony Music Entertainment (Japan) Inc.          |               |                                                            |              |                |
| 2nd                                            | 1999年9月22日 | GOLDEN J-POP/THE BEST 松本典子                             | SRCL-4627    | 圏外           |
| 3rd                                            | 2002年10月9日 | DREAM PRICE 1000 松本典子 春色のエアメール                 | MHCL-145     | 圏外           |
| Sony Music Direct / GT music                   |               |                                                            |              |                |
| 4th                                            | 2003年12月3日 | アイドル・ミラクルバイブルシリーズ松本典子 THE BEST Purity | MHCL-330/1   | 圏外           |
| Sony Music Direct / オーダーメイドファクトリー |               |                                                            |              |                |
| 5th                                            | 2016年3月25日 | 松本典子 GOLDEN☆BEST -Limited-                             | DQCL-576     | 圏外           |
| Sony Music Direct / GT music                   |               |                                                            |              |                |
| 6th                                            | 2017年4月26日 | GOLDEN☆BEST 松本典子 -All Single Collection-               | MHCL-30452/3 | 圏外           |

### ライブビデオ
| 1st | 1986年       | NORIKO MATSUMOTO LIVE '86 MAIDEN VOYAGE |
| 1st | 2012年7月9日 | NORIKO MATSUMOTO LIVE '86 MAIDEN VOYAGE |

### タイアップ曲
| 楽曲               | タイアップ                                                   | 収録作品                                           |
| ------------------ | ------------------------------------------------------------ | -------------------------------------------------- |
| 春色のエアメール   | 郵政省「ポストカプセル2001」キャンペーンソング               | シングル「春色のエアメール」                       |
| さよならと言われて | SONY 「ラジオカセットCFS-W90」CMソング                       | シングル「さよならを言われて」                     |
| 感性のままに       | 東映映画『ザ・サムライ』挿入歌                               | シングル「虹色スキャンダル」                       |
| NO WONDER          | KCBエースフル「サワーロイヤル」CMイメージソング              | シングル「NO WONDER」                              |
| パステル・ラブ     | サン・ジョルディの日 キャンペーン・イメージ・ソング          | シングル「KEEP ME HANGIN' ON〜誘惑を抱きしめて〜」 |
| 今夜はパラダイス   | フジテレビ系『志村けんのだいじょうぶだぁ』エンディングテーマ | シングル「今夜はパラダイス」                       |
| 雨と水曜日         | 郵政省「ふみの日」キャンペーンソング                         | シングル「雨と水曜日」                             |
| 雨と水曜日         | フジテレビ系『志村けんのだいじょうぶだぁ』エンディングテーマ | シングル「雨と水曜日」                             |
| 天使が棲む島       | フジテレビ系『志村けんのだいじょうぶだぁ』エンディングテーマ | シングル「天使が棲む島」                           |
| 初恋十二単         | 郵政省「年賀はがき」キャンペーンソング                       | シングル「初恋十二単」                             |
| 初恋十二単         | フジテレビ系『志村けんのだいじょうぶだぁ』エンディングテーマ | シングル「初恋十二単」                             |

## 出演作品

### テレビ番組
- 8時だョ!全員集合（TBS）
- クイズこれはウマい!（TBS）
- 志村けんのだいじょうぶだぁ（フジテレビ、1987年11月 - 1992年12月）
- 所さんのもしも突撃隊!!（テレビ東京）
- クイズ!年の差なんて（フジテレビ）

### テレビドラマ
- 未亡人は17歳（1987年、フジテレビ）
- セーラー服露天風呂卒業旅行（1987年、フジテレビ）
- 同級生は13歳[44]（1987年、フジテレビ） - 崎山 良枝 役
- イキのいい奴（1987年、NHK総合）
- オレの妹急上昇（1987年 - 1988年、フジテレビ）
- 裸の大将 清のくれた幸せの星砂（1988年、関西テレビ） - 涼子 役
- キャッツ・アイ ミッドナイトは恋のアバンチュール（1988年、日本テレビ） - ゆかり 役
- Dr.クマひげ（1989年 - 1990年、テレビ朝日）
- 花ふぶき女スリ三姉妹III（1989年、テレビ朝日）
- 一枚の写真（1989年、フジテレビ）
- JOCX-TV PLUS「新入社員物語 オフィスティケイテッドレディース」（1990年、フジテレビ）
- 女動物医事件簿（1990年 - 1991年、日本テレビ） - 牧ユカリ 役

### 映画
- バロー・ギャングBC（1985年）
- ザ・サムライ（1986年）
- 文学賞殺人事件 大いなる助走（1989年）

### ラジオ番組
- ジョイフルポップ 「日本のアイドル歌謡」（1989年4月 - 1990年3月、NHK-FM、水曜）
- FMシアター（NHK-FM）
  - 「石を積む」（1987年9月5日、ラジオドラマ）
  - 「群ら雲の村の物語」（1988年3月5日、ラジオドラマ）
  - 「夾竹桃同窓会」（1989年9月2日、ラジオドラマ）
- にんじん姫のサラダ注意報 （文化放送制作による番版番組、各地方局ネット、文化放送では最後まで放送されておらず裏送り[45]）
- キラキラサンデー アイドルじゃじゃうまランド （文化放送、浅香唯と共演）[4]
- ひみつのエアメール （ニッポン放送SONY Night Square）[4]
- 典子のおちゃめなシンデレラ （FM愛知）

### CM
- ロッテ ガーナチョコレート、イタリアーノ・アイスクリーム
- 近畿コカ・コーラボトリング　サワーロイヤル
- 郵政省（現・日本郵政）ポストカプセル2001、ふみの日、年賀状
- トヨタ
- ソニー
- サンキストオレンジ
- 花王　ファミリーフレッシュ
- サンヨー食品 サッポロ一番
- 牛乳石鹸 シャワラン
- シオノギ製薬 セデスA錠
- アルペン
- ミナミ無線電機　ザ・ミナミ

## 著書
- 『にんじん倶楽部』近代映画社、1986年11月10日。

## 写真集
- 野村誠一 撮影『まっ赤に直射 : 松本典子写真集』ワニブックス、1987年6月5日。